# Arxiu Fidel Fita
L'Arxiu Històric Fidel Fita és un edifici catalogat com a monument del municipi d'Arenys de Mar protegit com a bé cultural d'interès local, on actualment s'ubica l'arxiu municipal d'Arenys de Mar.
Edifici
Edifici de dues plantes i golfes. La planta baixa presenta la porta principal d'arc de mig punt dovellada, una altra porta amb llinda de pedra i una finestra, també de pedra. El pis té un balcó i finestres emmarcades en pedra. Les golfes tenen finestres petites arquejades. Aquest edifici fa cantonada. Una façana dona a la Riera i l'altra a la plaça de la Vila, per on s'accedeix a la Biblioteca, La teulada és a dues vessants que es mostren des de la plaça de la Vila. Les golfes semblen afegides posteriorment. Aquest edifici era antigament un hostal, al segle xvii. Igual que l'ajuntament, fou arreglat l'any 1773. Fins finals del segle XX hi allotjava els jutjats, l'Arxiu Històric Fidel Fita i la biblioteca. Des de 2003 els jutjats es troben al carrer Auterive sense número, i la Biblioteca Popular, de 1996, és a Bonaire número 2.
L'Arxiu Històric Fidel Fita es troba a Arenys de Mar. Conté 731 metres lineals de documentació i el seu abast cronològic va dels segles X a XX. Actualment pertany al sistema d'Arxius de la Generalitat de Catalunya, sota la direcció del Departament de Cultura de la Generalitat. És un arxiu de titularitat local. El nom de l'Arxiu, fa referència a l'il·lustre historiador i eclesiàstic arenyenc Fidel Fita i Colomer (1836-1917). Actualment està adaptant el seu quadre de classificació a la normativa NODAC (2007).

## Història
Es va crear el 5 de maig de 1934 per l'Ajuntament d'Arenys de Mar i el Col·legi Notarial de Catalunya, amb el nom d'Arxiu Històric i de Protocols d'Arenys de Mar. Es va instal·lar al primer pis de la Casa de la Vila de la localitat, on es van aplegar els fons històrics de l'arxiu municipal i els de l'Arxiu de protocols del districte notarial. El 5 de gener del mateix any es va crear el patronat, que tenia cura del govern administratiu del nou arxiu. Estava presidit pel Conseller-Regidor de Cultura de l'Ajuntament, i en formaven part el notari arxiver de protocols del districte, un altre membre designat pel Col·legi Notarial i altres nomenats per l'Ajuntament. Les vacants es cobrien per elecció. El 1982 va entrar un nou membre en representació del Departament de Cultura de la Generalitat de Catalunya. El Patronat va ser dissolt el 2007, i actualment forma part del sistema d'Arxius de la Generalitat de Catalunya.
Les primeres adquisicions van ser els fons documentals dels antics batlles naturals d'Arenys de Mar i de Sant Celoni, la recuperació de la documentació de la Reial Escola de Nàutica d'Arenys de Mar. El patronat va ser assessorat en aquestes accions per Agustí Duran i Sanpere, Ponent del Servei de Belles Arts de la Generalitat de Catalunya, i en va dirigir les actuacions. El Decret del 22 de gener de 1935 del Ministeri de Justícia va incorporar al nou arxiu la documentació de l'antiga Comptadoria d'Hipoteques del districte. El 29 de gener de 1936 va entrar un representant de la Generalitat de Catalunya. El començament de la Guerra Civil va interrompre les gestions iniciades per a la seva adscripció al Servei d'Arxius Històrics de la Generalitat. Durant la guerra, l'arxiu va salvaguardar els arxius eclesiàstics de la localitat, fet que els va salvar de la seva crema que va afectar els arxius notarials moderns, el Registre de la Propietat i els del Jutjat de Primera Instància per part d'incontrolats. Del Jutjat Municipal només en quedà el Registre Civil. El fet que es salvessin va ser perquè l'Arxiu estava sota la protecció de la Ponència de Belles Arts de la Generalitat de Catalunya.
El 1944, l'Arxiu es va traslladar a l'edifici de la Riera del Bisbe Pol, número 10. Agustí Duran i Sanpere va continuar al Patronat com a president honorari. El 1955 acollirà la biblioteca popular d'Arenys de Munt, que donarà lloc a la de la localitat d'acollida. El 1957 l'Arxiu prendrà el nom d'Arxiu d'Història Fidel Fita i se separarà de la Biblioteca Popular. El 1958 s'ingressaran les restes del fons documental de la Insigne Comunitat de Preveres de Santa Maria d'Arenys de Mar. El 1959 es dotarà d'un equip de microfilmació i lectura de microfilms. El mateix any, coincidint amb la celebració del 25è aniversari, es va publicar la monografia Estudi dels pilots. Entre 1946-1966 el servei emprendrà la publicació de monografies sobre història local i l’ingrés de donatius i dipòsits de particulars. El 1967, però, deixa de rebre l'ajuda econòmica de l'Ajuntament. El 1980 es va iniciar una revitalització de l'arxiu amb la col·laboració econòmica de la recuperada Generalitat. Es va signar un conveni amb el municipi d'Arenys de Mar i la Generalitat per a col·laborar a la xarxa d'Arxius de la Generalitat.

## Fons

### Batllia
L'Arxiu de la Batllia ingressa el 1935 per compra del patronat. Inclou l'arxiu dels batlles naturals d'Arenys de Mar i de Munt, i de Sant Celoni. S. XIII-1373: hereus de la família Tries (batlles del vescomtat de Cabrera). També inclou documentació de la família dels batlles: cases Tries, Gibert i LLeget d'Arenys, Jalpí i Julià de Sant Celoni-Arenys, Coll i Gualbes de Pineda, Gros, Medir i Subirós de la Bisbal, Vilaplana de Lleida.
2173 pergamins dels segles XI al xviii, 63 llibres patrimonials, genealògics i jurisdiccionals (XIV-XVIII) i 14 caixes de documentació en paper (XV-XIX).

### Comptadoria d'Hipoteques
L'Arxiu de la comptadoria d'Hipoteques del districte d'Arenys de Mar va ingressar el 17 de gener de 1935 per ordre del Ministeri de Justícia. Inclou els assentaments de 1762-1862, en què es van posar en funcionament els Registres de la Propietat. Inclou transcripcions de documents anteriors. Abasta les següents localitats:
Arenys de Mar, de Munt, Canet de Mar, Sant Iscle de Vallalta, Sant Pol de Mar, Sant Cebrià de Vallalta, Calella, Hortsabinyà, Pineda, Sant Pere de Riu, Santa Susanna, Palafolls, Malgrat, Tordera, Fogars de Tordera, Montnegre, Gualba, La Vallòria, Vilardell, Sant Celoni, Campins, Fogars de Montclús, Sant Esteve de Palautordera, Santa Maria de Palautordera, Mosqueroles, Vilalba Sasserra, Olzinelles, Vallgorguina.
Inclou 30 llibres d'índex personals, territorials i de transferències, 167 llibres d'enregistrament, 1 d'obligacions, 3 de cartes de pagament, 6 d'arrendaments i 16 de desglossaments dels registres de Granollers, Hostalric, Vic, Manresa, Terrassa i Mataró. 223 volums en total.

### Protocols Notarials
El Fons de l'Arxiu de Protocols Notarials ingressa el 1935, provinent de l'Arxiu de Protocols Notarials del districte notarial d'Arenys de Mar.
Seccions:
Notaria i escrivania del castell de Montclús.
Notaria de Sant Celoni.
Notaria del terme del castell de Montpalau: 268 llibres des de l'any 1358 a 1849, 3 corresponen a la cort jurisdiccional (segles XVI-XVII). Inclou la notaria d'Arenys de Mar: 284 llibres (1619-1818); la Notaria de Canet de Mar: 107 llibres (1669-1801); la notaria de Calella: 106 llibres (1702-1799).
Notaria del castell de Montpalau: 488 llibres (1385-1804). Inclou la Notaria de la Vilanova de Palafolls (l'actual Malgrat), dels quals 29 pertanyen a la cort jurisdiccional.
Notaria de Tordera: 108 llibres (1556-1807).
Altra documentació notarial: 11 volums notaria d'Hostalric (1670-1677, i 1786-1785), 2 volums de la notaria de Blanes (1400 i 1602), 1 de Madramanya (1620), 1 de Montnegre (1573), 1 del terme del castell de Rupit (1386), 1 de Granollers del Vallès (1597-1598), 1 llibre notalarum d'un notari anònim (1422-1423) que autoritzava a la cort d'Alfons el Magnànim a Nàpols.
1 Libri notalarum de Santa Coloma de Queralt (1240-1260) i un llibre notarial d'acaballes del segle xiv que inclou documents sense datar del tresorer de Joan I.
Formularis notarials de l'arxiu de Protocols (1a meitat del XV) que pertanyen a la notaria del terme del castell de Montpalau i un altre del segle xvii de la notaria de Montclús.
Testaments closos dels segles XVIII-XIX.
Schedae del notari de Montpalau: 120 de 1358 a 1719, Palafolls: 311 de 1310 a 1699, notaries de Montclús i Sant Celoni: 498 de 1332 a 1728.
57 voluminosos capbreus sense enquadernar procedents de diverses notaries (XVI-XIX).

### Comunitat de Preveres
L'Arxiu de la Comunitat de Preveres de Santa Maria d'Arenys de Mar ingressa el 1959. 33 lligalls en format foli, 82 llibres XVI-XIX i 59 pergamins 1284-1458. Es tracta de documentació essencialment patrimonial.

### Altres
Inclou diversos fons de diferent temàtica, com el cens electoral, plànols locals, estudis diversos, col·leccions fotogràfiques, secció musical, fons privats i donacions, etc.